# Ирвин, Хейли
Хейли Ирвин (англ. Haley Irwin; род. 6 июня 1988, Тандер-Бей, Онтарио) — канадская хоккейная нападающая и тренер. Двукратная олимпийская чемпионка (2010, 2014), чемпионка мира 2012 года, четырёхкратный серебряный призёр чемпионатов мира (2009, 2011, 2013, 2017).

## Карьера
Начала игровую карьеру в 2005 году. С 2007 года выступает за сборную Канады. В 2015 году получила тяжёлое сотрясение мозга, долгое время не выступала, пропустив среди прочих соревнований и чемпионаты мира в Швеции и Канаде. Вернулась в сборную в 2016 году.
С 2007 по 2012 год играла за университетскую команду «Миннесота Дулут». С 2014 по 2018 год выступала за команду Канадской женской хоккейной лиги «Калгари Инферно».